# 格利普霍姆堡
格利普霍姆堡（Gripsholms slott）是瑞典梅拉倫湖畔瑪麗費萊德的一個宮殿。格利普霍姆堡由古斯塔夫·瓦薩於1537年建造，以防禦來自國內外的威脅。現時，宮內展出國家肖像收藏處（Statens porträttsamling）的4000多幅收藏品，遊客可欣賞肖像藝術由16世紀至今的演變。1860年代起，收藏品由國家博物館管理。
閉合橋旁有一些符文石，上面記載11世紀初英格瓦遠征的事跡。

## 外部連結
- 王宮官方網站